# Mary Westenholz
Ne doit pas être confondu avec Westerholz.
Mary Bess Westenholz, aussi connue sous le pseudonyme Bertel Wrads, née le 13 août 1857 à Mattrup, près de Horsens (Danemark) et morte le 8 mai 1947 à Hørsholm (Danemark), est une personnalité danoise de l'unitarisme, militante des droits des femmes, écrivaine et éditrice. Elle est la tante de l'auteure Karen Blixen et est connue pour avoir encouragé sa nièce à publier ses premières nouvelles.

## Biographie

### Origines et études
Mary Bess Westenholz est la fille du propriétaire terrien et homme politique Regner Westenholz (1815-1866) et de Mary Lucinde Hansen (1832-1915). Son grand-père maternel est le riche marchand et armateur Andreas Nicolai Hansen (en). Après la mort de son père alors qu'elle a huit ans, sa mère s'occupe du domaine et de la famille. Avec ses frères et sœurs, elle étudie à la maison, poursuivant ensuite sa scolarité un an dans une école en Suisse, en 1888. Elle effectue également des voyages éducatifs en Grande-Bretagne et en Italie.

### Unitarisme et droits des femmes
Grâce à sa mère, Mary Bess Westenholz s'intéresse à la religion et aux droits des femmes. Elle est une membre active de l'antenne de Copenhague de la Société des femmes danoises. En 1895, sous le nom de plume de Bertel Wrads, elle publie le recueil d'essais Fra mit Pulterkammer (en anglais : From My Loft), sur le mariage, les droits des femmes et les affaires nationales.
Alors qu'elle est encore une jeune femme, sa mère l'initie au mouvement de l'unitarisme. En 1900, elle cofonde la Société de l'Église libre (Det fri Kirkesamfund), qu'elle dirige jusqu'en 1925. Elle raconte à l'écrit son engagement dans Højskolebladet et Frit Vidnesbyrd , ainsi que dans plusieurs articles de journaux. Mais surtout, elle écrit dans Protestanisk Tidende, qu'elle édite de 1905 à 1918. En raison de sa foi, elle se heurte bientôt à l'opposition de l'Église luthérienne du Danemark.
En participant aux réunions du Congrès international des chrétiens libres et autres libéraux religieux à Londres, Amsterdam et Berlin, elle peut associer l'unitarisme danois à des mouvements similaires en Europe et aux États-Unis. Mais comme ses croyances n'incluent pas les aspects fondamentaux de la doctrine de l'Église luthérienne du Danemark tels que la Trinité et l'expiation de Jésus-Christ, le conseil de l'église de sa ville natale de Hørsholm insiste pour qu'elle paie les impôts de l'Église comme tout le monde. Lorsqu'elle refuse, l'affaire se termine en juin 1908 par un arrêt de la Cour suprême, soutenu par les évêques du pays, expliquant qu'en raison de contradictions fondamentales entre l'Église unitarienne et l'Église nationale du Danemark, Mary Bess Westenholz est tenue de payer des impôts et cesse d'être membre de l'Église nationale,.

### Incident du Folketing

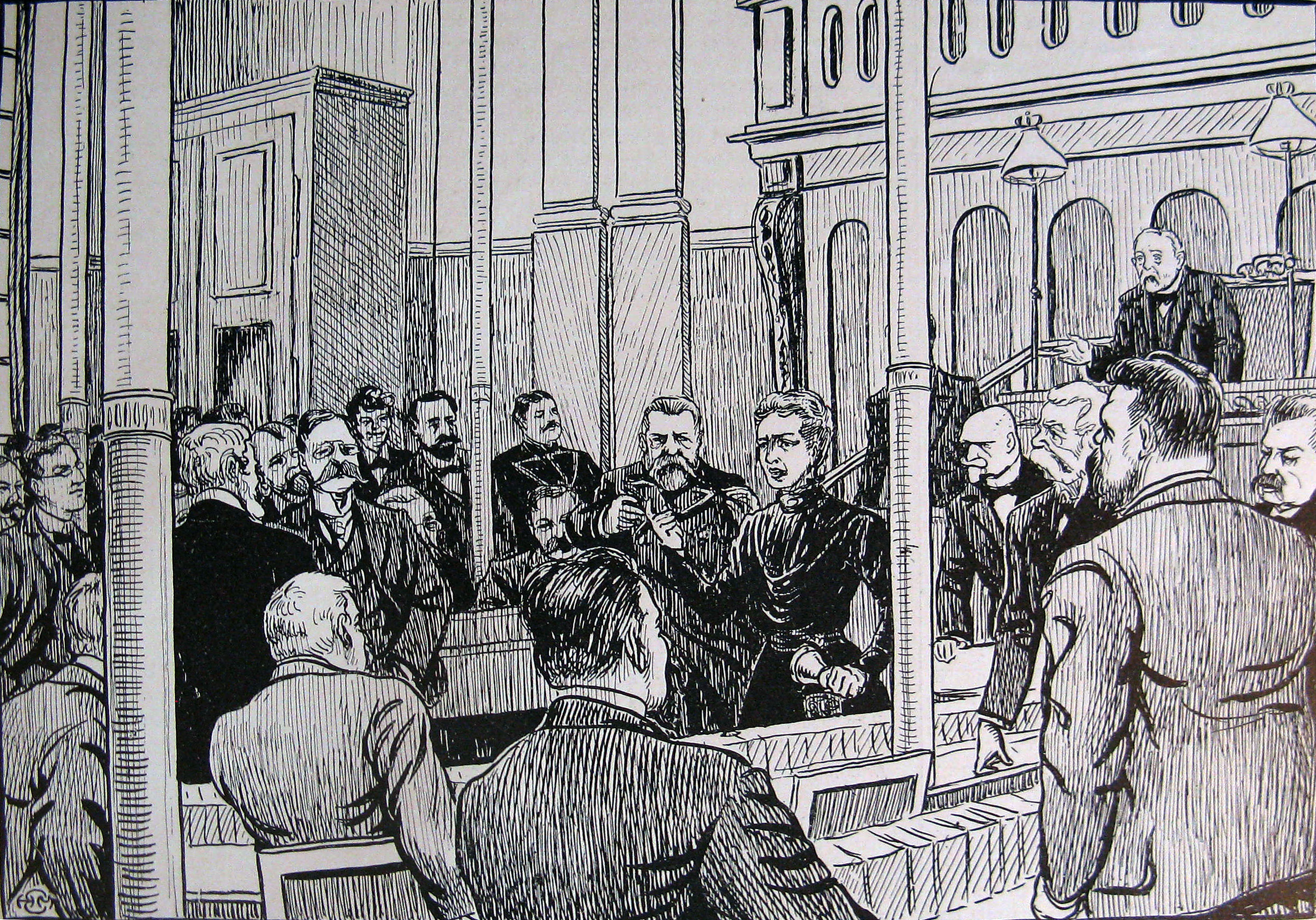
Mary Westenholz interpelant les parlementaires du Folketing, en 1909.

Comme son frère Aage, Mary Westenholz est très intéressée par les questions militaires. À cause de retards dans les travaux parlementaires sur un projet de loi portant sur la défense et en relation avec le scandale impliquant le ministre Peter Adler Alberti (en), le 19 août 1909, Mary Westenholz entre inaperçue au Folketing, l'une des chambres du Parlement, où son président venait d'annoncer la nomination de Jens Christian Christensen au poste de ministre de la Défense. Elle saisit la sonnette du président, l'agite vigoureusement et, désignant les bancs des ministres, déclare : « Avant de commencer votre travail, sachez qu'il y a dans cette salle un homme qui a jeté la honte sur le Danemark. Ici vous êtes assis, vous hommes danois, qui marchandent le bien et le mal du pays dans votre soif de pouvoir et de complaisance envers vous-même, mais il faut dire à cette tribune que les femmes danoises vous méprisent et vous qualifient de bande de mercenaires antipatriotiques qui trahissent l'honneur du Danemark ». C'est la première fois qu'une femme prend la parole au Folketing.
Elle s'attend à être arrêtée mais elle est simplement escortée hors de la salle. Avec l'aide de l'Association danoise de défense des femmes (en) (Danske Kvinders Forsvarsforening), une manifestation de soutien est organisée devant son domicile.

### Famille et fin de vie
Mary Westenholz encourage sa nièce, Karen Blixen, à devenir écrivain. Grâce à son amitié avec Dorothy Canfield Fisher, écrivaine américaine et membre du comité de sélection du Book of the Month (en) Club, elle peut organiser la publication des Sept contes gothiques de Blixen en 1934. 
Mary Westenholz meurt en 1947. Elle est enterrée au cimetière de Hørshom.